# 2 Motocyklowy Batalion Rozpoznawczy

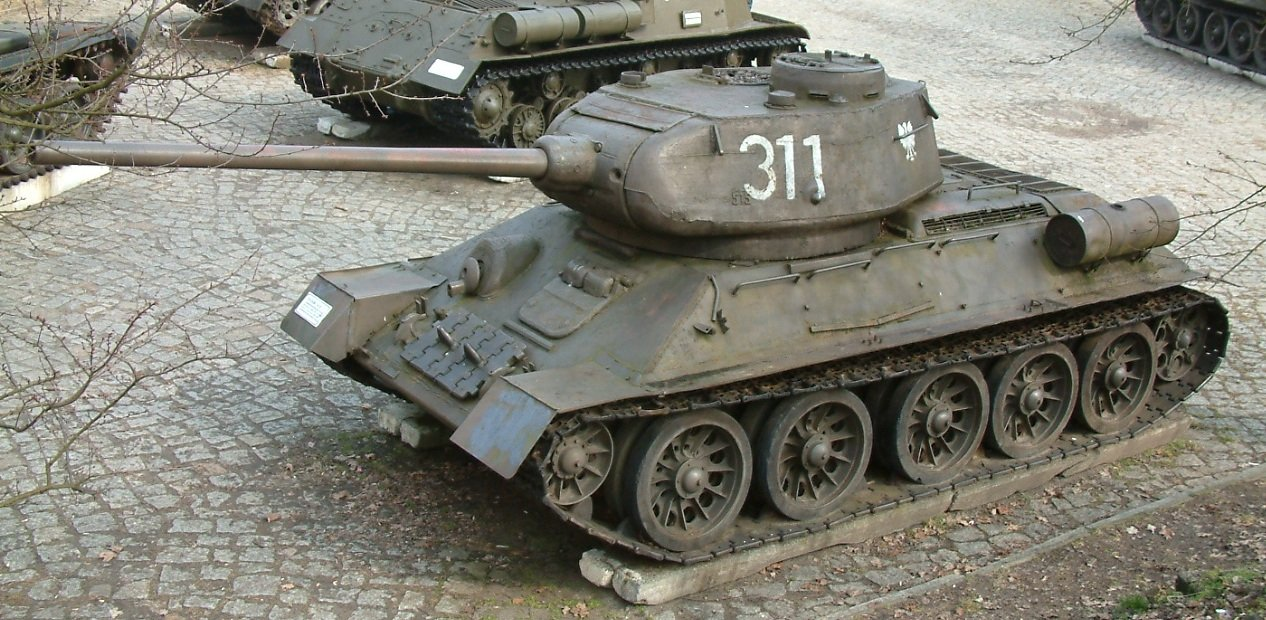
Czołg batalionu - T-34/85

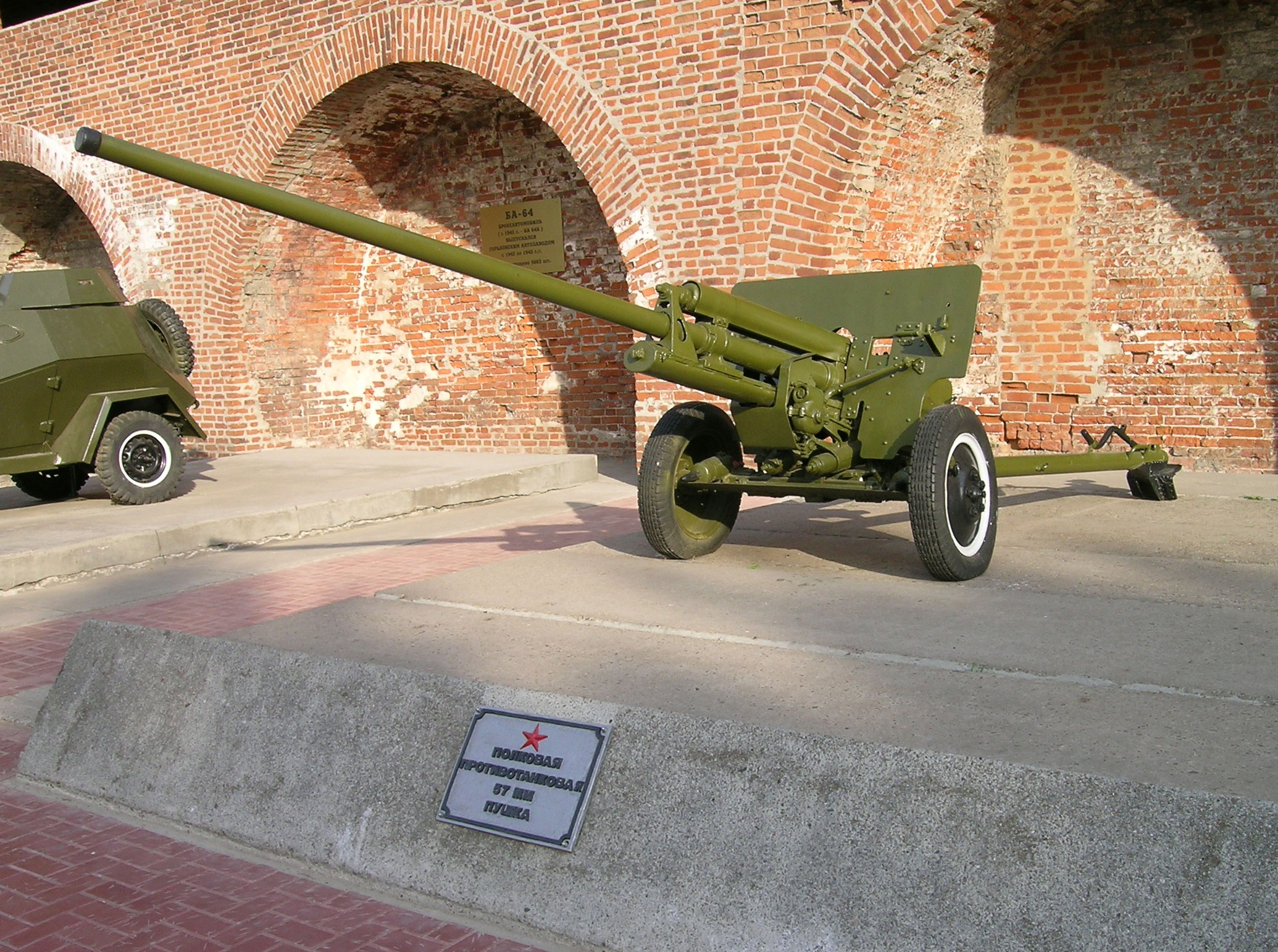
Armata przeciwpancerna - ZiS-2

2 Motocyklowy Batalion Rozpoznawczy – samodzielny pododdział rozpoznawczy ludowego Wojska Polskiego.
Sformowany w rejonie Berdyczowa na mocy rozkazu dowódcy Armii Polskiej w ZSRR nr 00127 z 4 lipca 1944 jako organiczny oddział 1 KPanc.

## Dowódcy batalionu
- kpt. Mirosław Michalski (27 lipca 1944 r. - 2 marca 1945 r.)
- mjr Mikołaj Kubyszew (2 marca - 30 kwietnia 1945 r.)
- mjr Anatol Klimowicz (30 kwietnia 1945 r. do końca wojny)[1]

## Skład etatowy w 1945
Dowództwo
- pluton sztabowy
- 2 kompanie motocyklistów
- kompania czołgów T-34-85
- bateria dział ppanc 57 mm
- kompania transporterów opancerzonych Mk-1 „Universal”
- kwatermistrzostwo

Według etat nr 5/8 samodzielnego zmotoryzowanego batalionu rozpoznawczego czasu „P” z 14 września 1945 w skład batalionu wchodziły:
- kompania piechoty zmotoryzowanej
- kompania czołgów
- kompania motocyklistów
- bateria artylerii przeciwpancernej
- pluton łączności
- pluton remontowy

Batalion liczył 287 żołnierzy. Jego uzbrojenie stanowiło: 11 czołgów lekkich T-70, 5 samochodów pancernych BA-64 i 4 armaty przeciwpancerne 57 mm.

## Działania zbrojne
22 lipca 1944 batalion przeszedł z rejonu Berdyczowa do m. Stańków pod Chełmem.
W okresie szkolenia został użyty do działań przeciwko podziemiu niepodległościowemu. 23 i 24 września 1944 kompania transporterów uczestniczyła w walce w rejonie Świerna, a w dniach 13–16 października 1944 w rejonie Żmudź, Dubienka, Rosołkino.
W 1945 uczestniczył we wszystkich działaniach 1 KPanc. Jego elementy rozpoznawcze w pościgu za przeciwnikiem wkroczyły jako pierwsze do Mielnika.

## Batalion w okresie pokoju
w październiku 1945, rozkazem naczelnego dowódcy WP nr 0635 batalion włączono w skład Śląskiego Okręgu Wojskowego. Następnie został on przesunięty do Lublina, gdzie podporządkowano go dowódcy 3 DP i użyto do walk z oddziałami podziemia niepodległościowego. W styczniu 1946 roku OW Śląsk przekazał 2 Batalion Motocyklistów do dyspozycji dowództwa Korpusu Bezpieczeństwa Wewnętrznego.
Rozformowany na mocy rozkazu Naczelnego Dowódcy WP nr 0278 z 5 października 1952.